# سرباغتشة (أيل تيمور)
سرباغتشة (بالفارسية: سرباغچه) هي قرية تقع في إيران في أذربيجان الغربية. يقدر عدد سكانها بـ 52 نسمة بحسب إحصاء 2016.